# Bardenas Reales
Bardenas Reales är ett naturreservat i Spanien.   Det ligger i provinsen Provincia de Navarra och regionen Navarra, i den nordöstra delen av landet, 270 km nordost om huvudstaden Madrid.

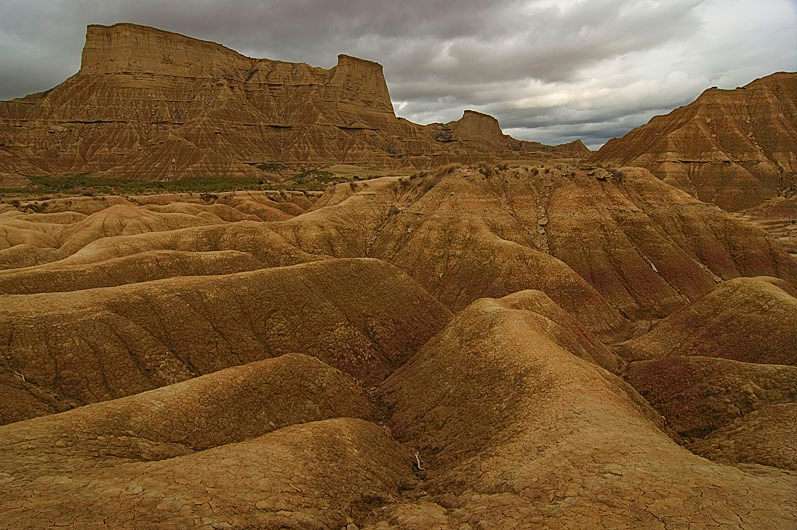
Eroderat landskap